# Санта Круз вориорси
Санта Круз вориорси (енгл. Santa Cruz Warriors) амерички су кошаркашки клуб из Санта Круза у Калифорнији. Клуб се такмичи у НБА развојној лиги и тренутно је филијала НБА тима Голден Стејт вориорси. 

## Историја
Клуб је основан 1995. године, под именом Дакота визардси, у граду Бизмарку у Северној Дакоти. До 2001. године такмичио се у ИБА лиги, коју је у сезони 2000/01. и освојио. Од 2001. до 2006. наступао је у КБА лиги, коју је освајао два пута (у сезонама 2001/02. и 2003/04). У НБА развојној лиги такмичи се од 2006. године, а у сезонама 2006/07. и 2014/15. успео је и да дође до трофеја. Клуб се 2012. године преселио у Санта Круз и добио садашње име.

## Успеси
- НБА развојна лига:
  - Првак (2): 2006/07, 2014/15.
  - Финалиста (2): 2012/13, 2013/14.

- ИБА лига:
  - Првак (1): 2000/01.

- КБА лига:
  - Првак (2): 2001/02, 2003/04.

## Познатији играчи
- Корсли Едвардс
- Блејк Ејхерн
- Огњен Кузмић
- Милош Милисављевић
- Немања Недовић
- Ричард Хендрикс